# Unax Ugalde
Unax Ugalde Gutiérrez (ur. 27 listopada 1978 w Vitorii-Gasteiz, w prowincji Araba/Álava i wspólnoty autonomicznej Kraju Basków, w Hiszpanii) – hiszpański aktor filmowy. Od 2005 roku spotyka się z hiszpańską aktorką Ingrid Rubio

## Wybrana filmografia
- 2005: Królowe (Reinas) jako Miguel
- 2006: Duchy Goi (Los fantasmas de Goya) jako Ángel Bilbatúa
- 2006: Kapitan Alatriste (Alatriste) jako Íñigo Balboa
- 2007: Miłość w czasach zarazy (Love in the Time of Cholera) jako młody Florentino
- 2008: Che. Rewolucja (Che: Part One) jako Vaquerito (Roberto Rodríguez)
- 2011: Gdy budzą się demony (Encontrarás dragones) jako Pedro
- 2012: Dracula 3D jako Johnathan Harker